# Torv
Et torv er en planlagt, åben plads i en by. Mange torve er begyndt som pladser, men har senere fået status af torve. Etymologisk stammer det fra toof, som betyder den hårdt stampede, ofte brugte plads.
Torve har eksisteret, så længe der har været samfund til. De har frem for alt været anvendt som markedspladser med torvehandel, men har også givet rum til for eksempel koncerter, ceremonier, politiske møder og taler og andre offentlige begivenheder.
Visse torve har haft den rent æstetiske rolle at fremhæve bestemte bygninger, som ligger på eller ved torvet. Torvet tilbyder den "luft" i bebyggelsen, som behøves for at kompensere for den tæthed, som opstår, når bebyggelsen er kompakt. Plantning af blomster, buske og træer indgår som naturlige indslag i torvemiljøet og suppleres ofte med offentlig kunst. Når der etableres siddemuligheder, bliver torvet nemt en naturlig mødeplads.
Torve kan være belagt med natursten, brosten, betonsten eller asfalt og tilhører det offentlige uderum ligesom parker.
Ofte har et torv et springvand, en brønd, et monument eller en statue centralt placeret.

## Galleri over torve og pladser
- Braşov Square
- Chamberlain Square, Birmingham, England
- Djemaa el Fna i Marrakech
- Eberswalde Marketplatz
- Grand Place, Bruxelles
- Kongens Nytorv
- Lissabons Praça do Comércio (18. århundrede)
- Maidan Nezalezhnosti
- Manege Square
- Palace Square, Sankt Petersborg
- Paternoster Square
- Danmarks plass, Bergen
- Pecs Main Place, Ungarn
- The Piazza del Campo i Siena
- Piazza San Marco, Venedig
- Preradovic Square, Zagreb
- Times Square, New York City, USA
- Det gamle torv i Police, Polen